# Rafael Pineda (cyclisme)
Pour le boxeur colombien, voir Rafael Pineda (boxe anglaise). Pour les articles homonymes, voir Pineda.
Rafael Pineda, né le 22 avril 1999 à Tunja, est un coureur cycliste colombien.

## Biographie
Rafael Pineda est originaire de Tunja, chef-lieu du département du Boyacá,. Ses parents lui offrent son premier vélo à Noël, alors qu'il est âgé de cinq ans. Dans un premier temps, il s'en sert comme simple moyen de locomotion pour aller à l'école. Il finit toutefois par se lancer dans la compétition. 
Grand espoir du cyclisme local, il se fait remarquer dans les catégories de jeunes en montant sur les podiums des versions cadet et junior du Tour de Colombie. Il participe également à ses premières compétitions cyclistes européennes en 2017. Sous les couleurs d'un club espagnol, il finit deuxième de la Vuelta al Besaya. Il commence ensuite à se confronter aux meilleurs cyclistes colombiens chez les élites. Bon grimpeur, il obtient diverses places d'honneur. Il finit notamment quatrième du Clásico RCN et quinzième du Tour de Colombie en 2020. La même année, il se classe huitième de la Vuelta de la Juventud, tout en ayant remporté une étape.
En 2021, il intègre l'équipe continentale Colnago CM. Avec cette formation, il améliore son classement sur la Vuelta de la Juventud en terminant quatrième du classement général. Il prend aussi la troisième place du championnat de Colombie du contre-la-montre espoirs. 
En 2022, il change de nouveau de maillot en rejoignant la structure Colombia Tierra de Atletas-GW Shimano. Au mois de juin, il se classe onzième Tour de Colombie, après être monté sur le podium de deux étapes. Il s'impose aussi à plusieurs reprises au niveau national en 2023. 

## Palmarès et résultats

### Palmarès par année
- 2017
  - Vuelta del Porvenir :
    - Classement général
    - 2e étape

  - 2e de la Vuelta al Besaya
- 2018
  - Clásica de Aguazul
- 2021
  - 3e du championnat de Colombie du contre-la-montre espoirs
- 2023
  - Clásico Club Deportivo Boyacá
  - Vuelta a Cundinamarca :
    - Classement général
    - 3e étape

### Classements mondiaux
| Année            | 2021 | 2022 |
| ---------------- | ---- | ---- |
| UCI America Tour | 300e | 422e |